# Hegel-Preis
Der Hegel-Preis wurde 1967 von der Stadt Stuttgart gestiftet und wird seit 1970 alle drei Jahre in Zusammenarbeit mit der Internationalen Hegel-Vereinigung an einen Philosophen oder Geisteswissenschaftler verliehen. Anlass zur Stiftung war der 200. Geburtstag des Sohnes der Stadt Georg Wilhelm Friedrich Hegel. Die internationale Auszeichnung ist mit 12.000 Euro dotiert (Stand 2021).

## Preisträger
- 1970 Bruno Snell
- 1973 Jürgen Habermas
- 1976 Ernst Gombrich
- 1979 Hans-Georg Gadamer
- 1982 Roman Jacobson
- 1985 Paul Ricœur
- 1988 Niklas Luhmann
- 1991 Donald Davidson
- 1994 Jacques Le Goff
- 1997 Charles Taylor
- 2000 Norberto Bobbio
- 2003 Dieter Henrich
- 2006 Richard Sennett
- 2009 Michael Tomasello
- 2012 Gertrude Lübbe-Wolff
- 2015 Michael Theunissen (posthum)
- 2018 Michael Stolleis
- 2021 Béatrice Longuenesse
- 2024 Orlando Patterson